# Heliand
Heliand (stsaks. Zbawiciel) – anonimowy epos napisany przed 840 roku w języku starosaksońskim, jednym z dialektów języka starodolnoniemieckiego. Utwór zachował się we fragmentach w kilku rękopisach (brak końca), liczy 6 tysięcy wierszy aliteracyjnych i stosuje mowę zależną.
Składa się z dwóch części: tekstu pisanego prozą i wierszem.
Z pierwszej części dowiadujemy się, że Ludwik I Pobożny zlecił napisanie tego dzieła, pragnąc, aby historię Zbawiciela mógł poznać również lud niewładający językiem łacińskim.
Druga część opowiada o tym, jak Bóg zobowiązał prostego wieśniaka do napisania w języku ojczystym żywota Chrystusa i dziejów zbawienia ludzkości od powstania świata do śmierci Jezusa.
Autor dostosował w nim treść Nowego Testamentu do dawnych wierzeń germańskich. Dlatego Chrystus został przedstawiony jako bohater germański i król plemienny, apostołowie jako jego dzielna drużyna, a Galilea jako germańska kraina. Górę Oliwną określa się w utworze mianem Holm, koniec świata – Muspilli, śmierć – Norna, zaś diabeł przypomina złego karła z dawnych sag, posługującego się czapką niewidką. Utwór zawiera opisy pięknych zbroi, uczt, złota i bogactw. Twórca Helianda oscylował między dwiema kulturami, łącząc biblijne treści z duchem germańskości poezji heroicznej, operował wariacjami, przekazując w kilku wersach tę samą lub podobną informację, przytaczał wypowiedzi bohaterów, ze swobodą posługując się mową zależną i niezależną.
Anonimowy autor dzieła opuścił te epizody Pisma Świętego, które nie pasowały do wyobrażeń jeszcze na półpogańskiego saskiego wojownika: szczególnie pojęcie pokory, którą Germanie uważali za dowód tchórzostwa.